# خديجة أرسلان خاتون
خديجة أرسلان خاتون (بالفارسية: خدیجہ ارسلان خاتون) كانت أميرة سلجوقية، شقيقة السلطان ألب أرسلان (حكم من 1063 إلى 1072) وعمة السلطان ملك شاه (حكم من 1072 إلى 1092). كانت من زوجات الخليفة العباسي القائم بأمر الله ( حكم 1031-1075) ثم زوجة الحاكم الكاكوي علي بن فارامورز (حكم في الفترة 1070-1095).
كانت ابنة جغري بك، أحد مؤسسي سلالة السلجوق، وأخت ألب أرسلان . 
تزوجت من الخليفة العباسي القائم بأمر الله  عام 1056 م  وسرعان ما أصبحت والدة نجل الخليفة محمد ذخيرة الدين فتكون بذلك جدة الخليفة عبد الله المقتدي بأمر الله.
طلب عمها، طغرل، من زوجها أن يتزوج ابنته سيدة، لكن عمها توفي قبل أن يتخذ زوجها قرارًا.   وبحسب بعض العلماء، رفض زوجها عرض عمها الذي طلب عمها بناء عليه من زوجها إعادة خاتون وتم إعادتها إلى منزل والدها.   اشتكت لعمها من هجر زوجها التام واصطحبها عمها في رحلة من بغداد إلى المرتفعات (على الأرجح بانه ) من أجل إبهاجها. 
عند وفاة زوجها عام 1075، تزوجت علي بن فارامورز، حاكم سلالة كاكوية .   بصفتها ملكة سلالة كاكوية، اعتادت على تقديم وجبتين مشتركتين كل يوم، واحدة للنبلاء والأخرى لعامة الناس،  قامت بالعديد من الأعمال الخيرية والورعية وكلفت ببناء مسجد ومئذنة في درة في يزد . 